# Brahmaea certhia
Brahmaea certhia är en fjärilsart som beskrevs av Johan Christian Fabricius 1793. Brahmaea certhia ingår i släktet Brahmaea och familjen fältspinnare, Brahmaeidae. Inga underarter finns listade i Catalogue of Life.

## Bildgalleri

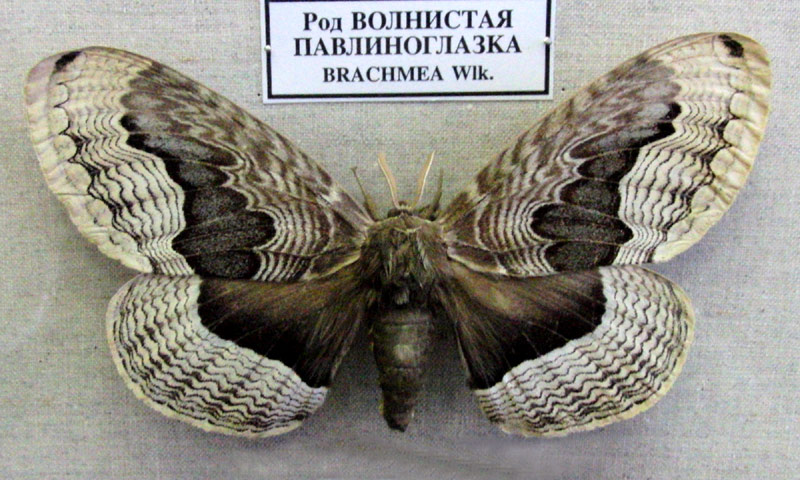
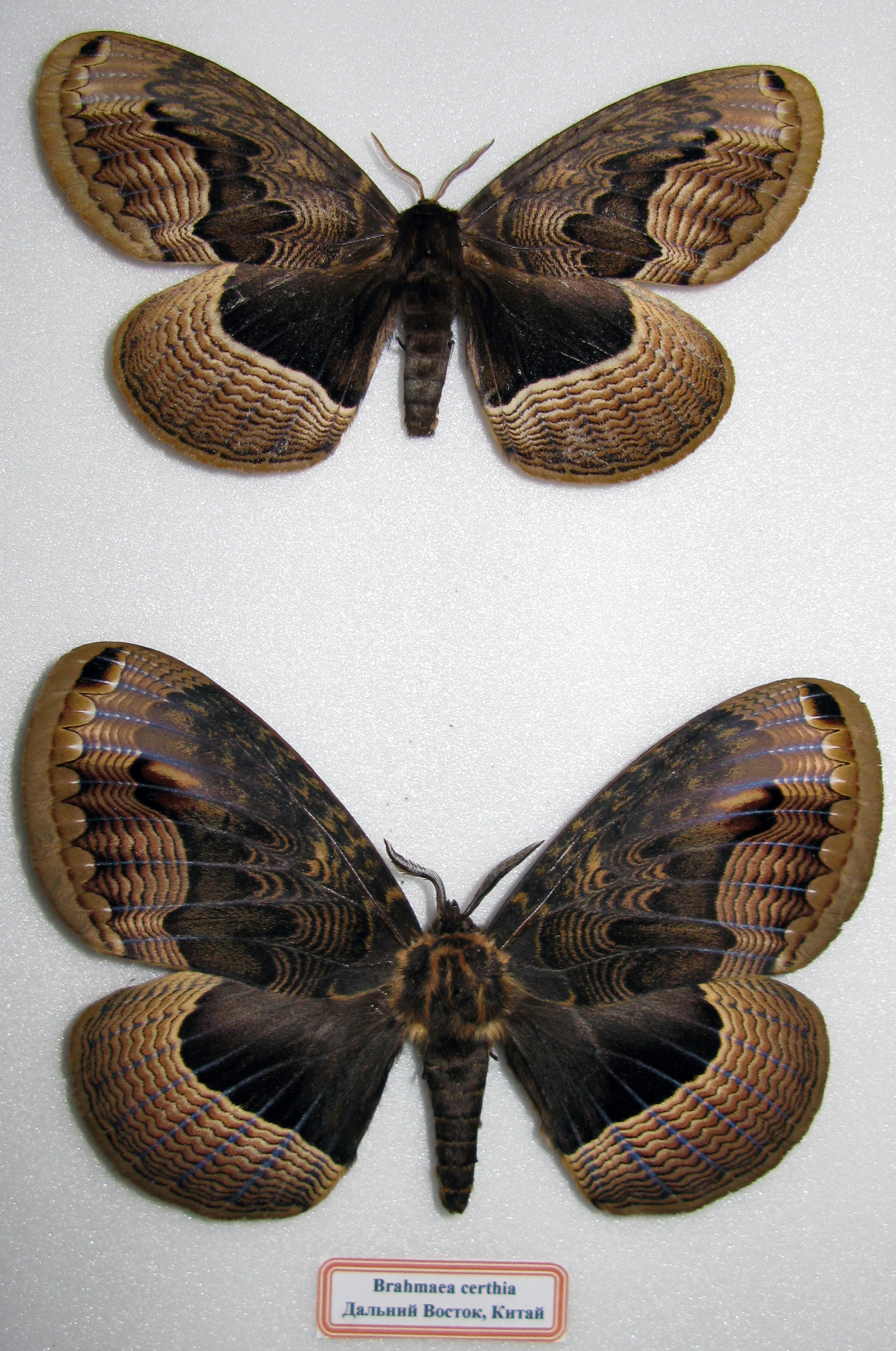
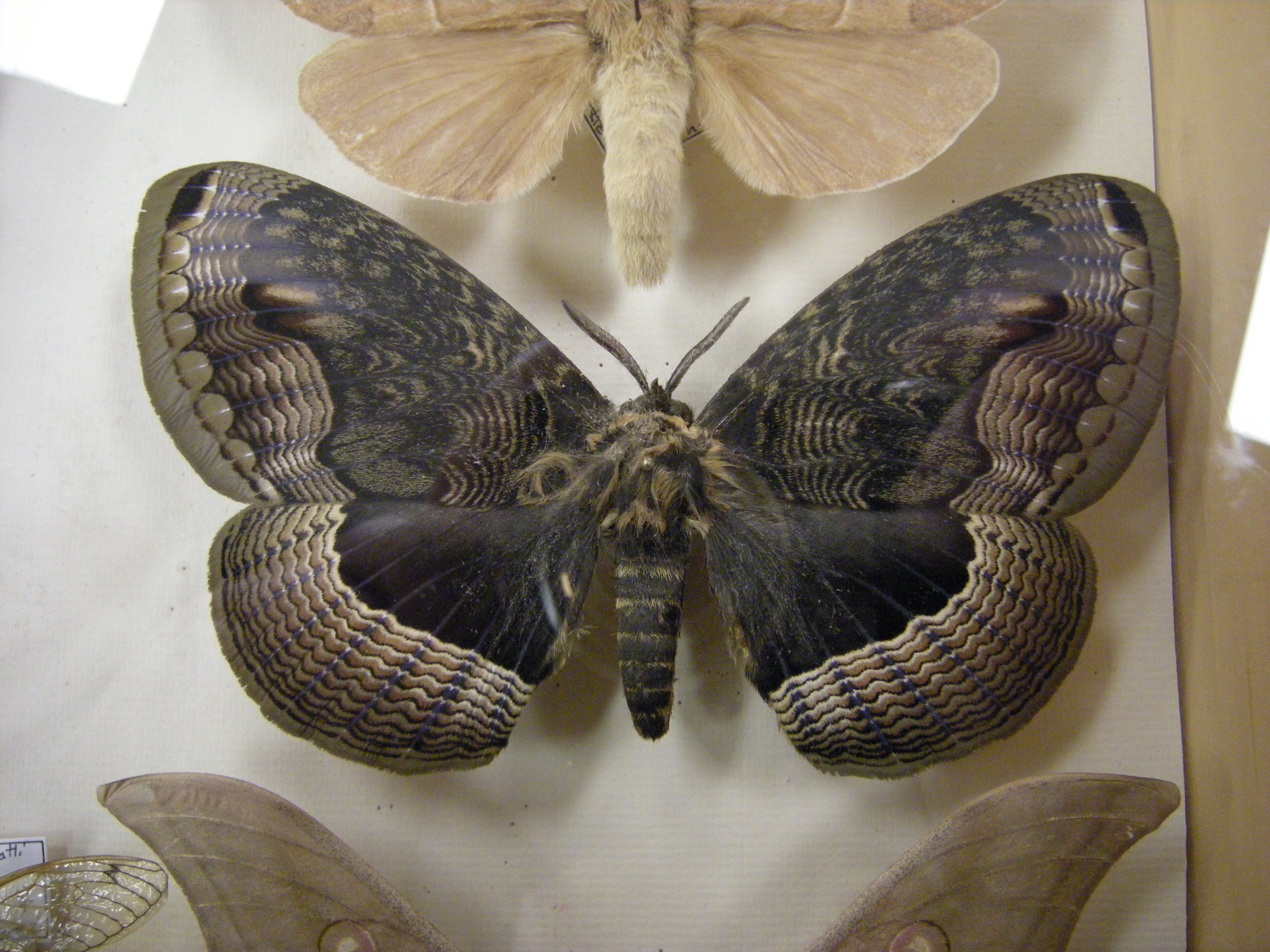